# Stenocercus bolivarensis
Espèce
Stenocercus bolivarensis est une espèce de sauriens de la famille des Tropiduridae.

## Répartition
Cette espèce est endémique du département de Cauca en Colombie.

## Étymologie
Son nom d'espèce, composé de bolivar et du suffixe latin -ensis, « qui vit dans, qui habite », lui a été donné en référence au lieu de sa découverte, la municipalité de Bolívar.

## Publication originale
- Castro & Ayala, 1982 : Nueva especie de (Sauria: Iguanidae) lagarto collarejo de la zona sur Andina de Colombia. Caldasia, vol. 13, no 63, p. 473-478 (texte intégral).